# Stenurella bifasciata
Stenurella bifasciata là một loài bọ cánh cứng trong họ Cerambycidae.

## Hình ảnh

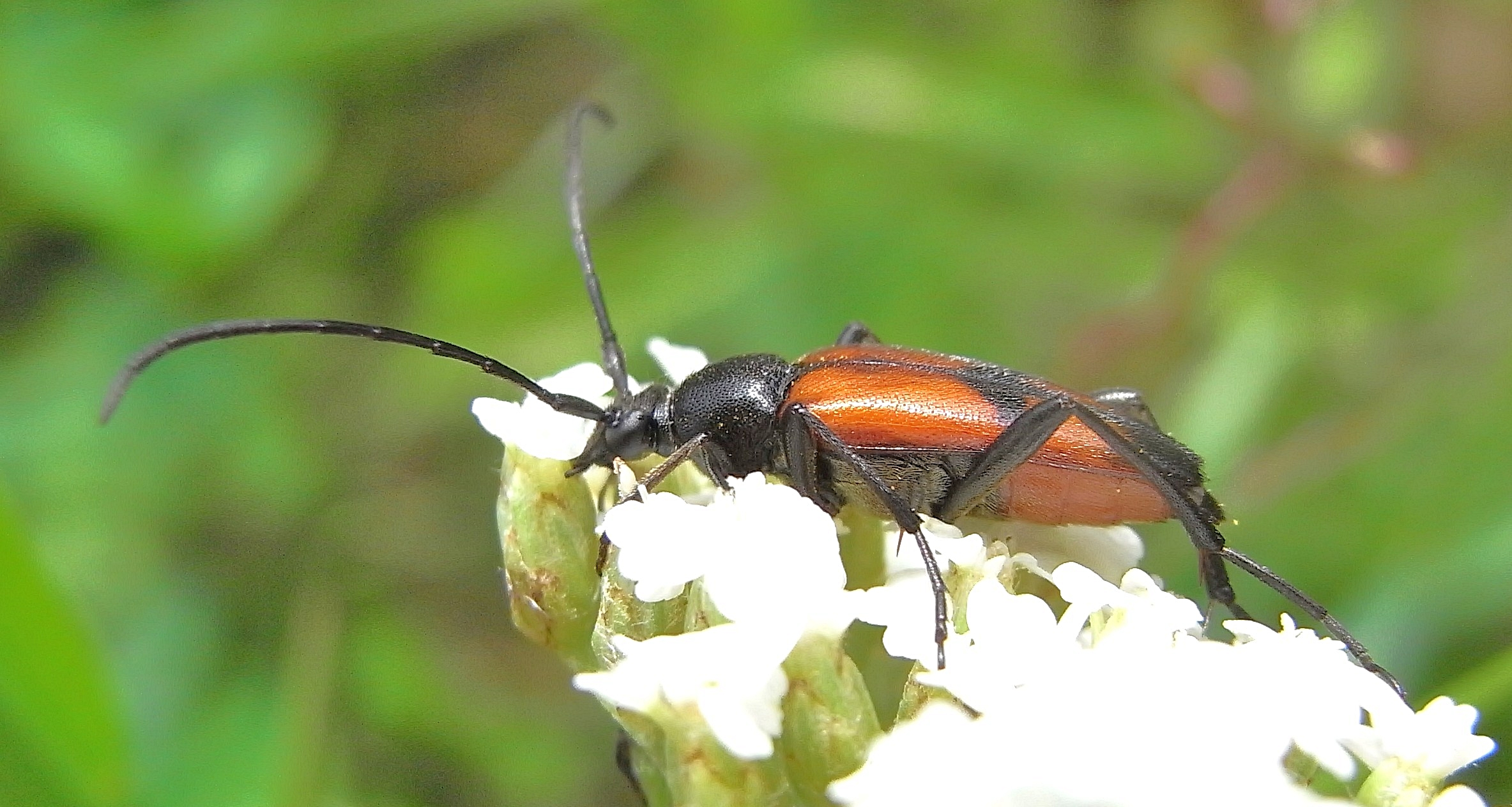
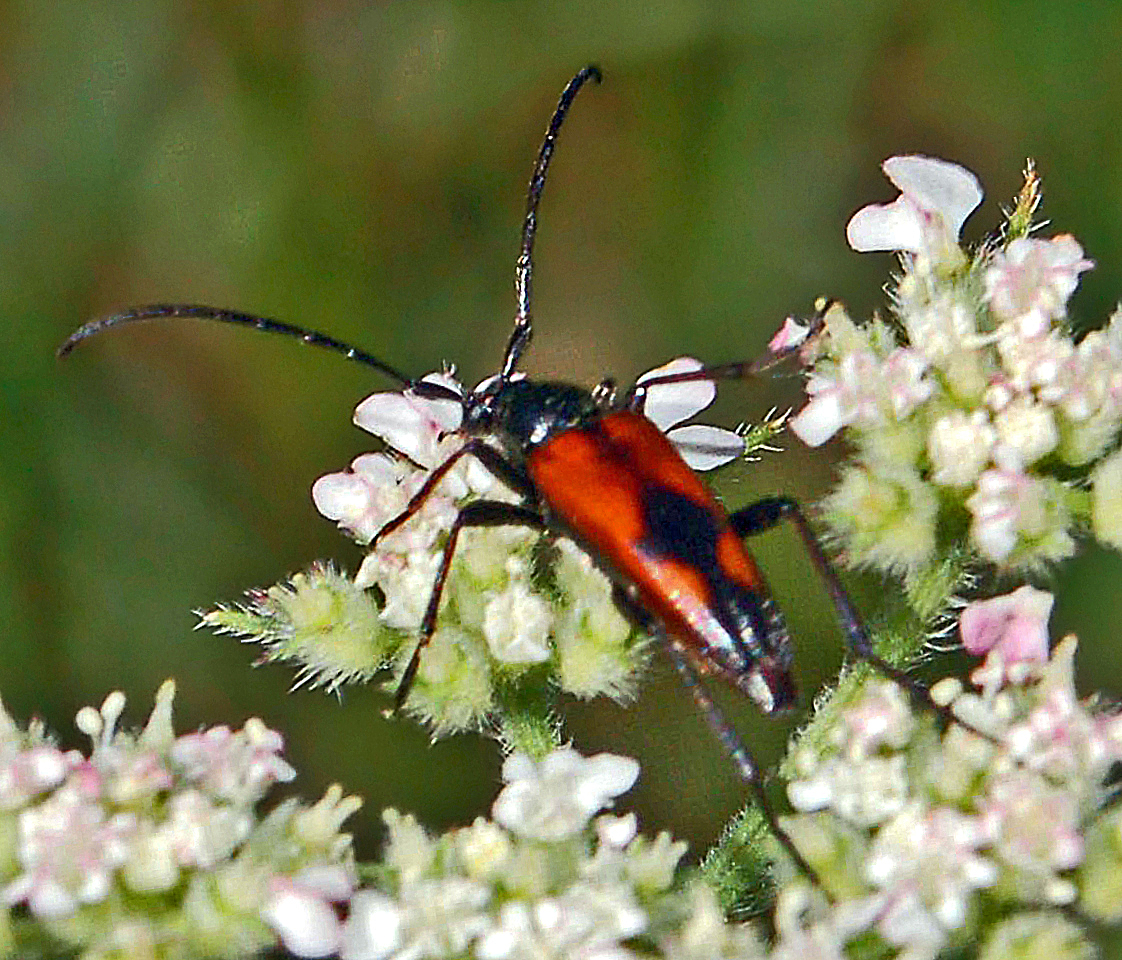
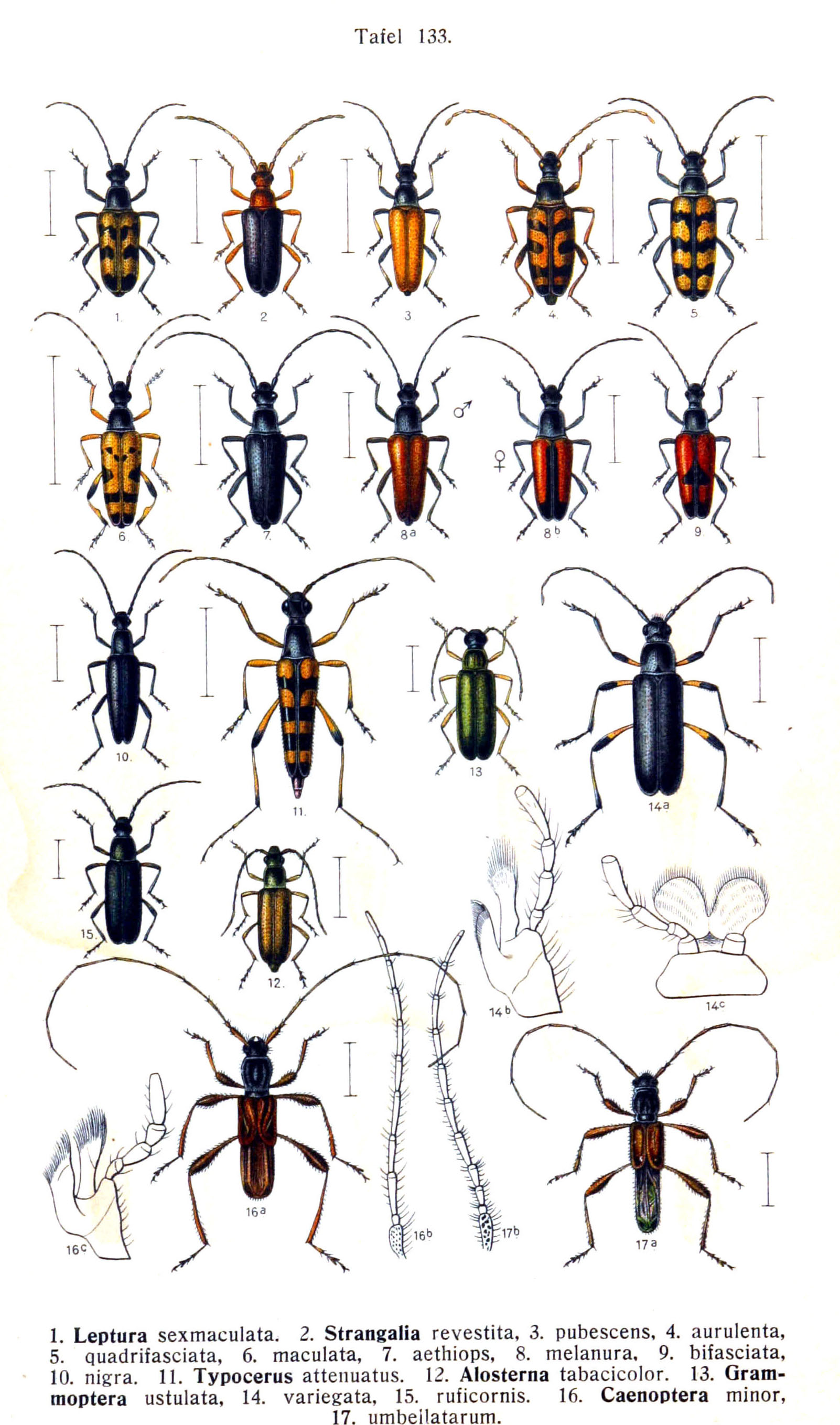
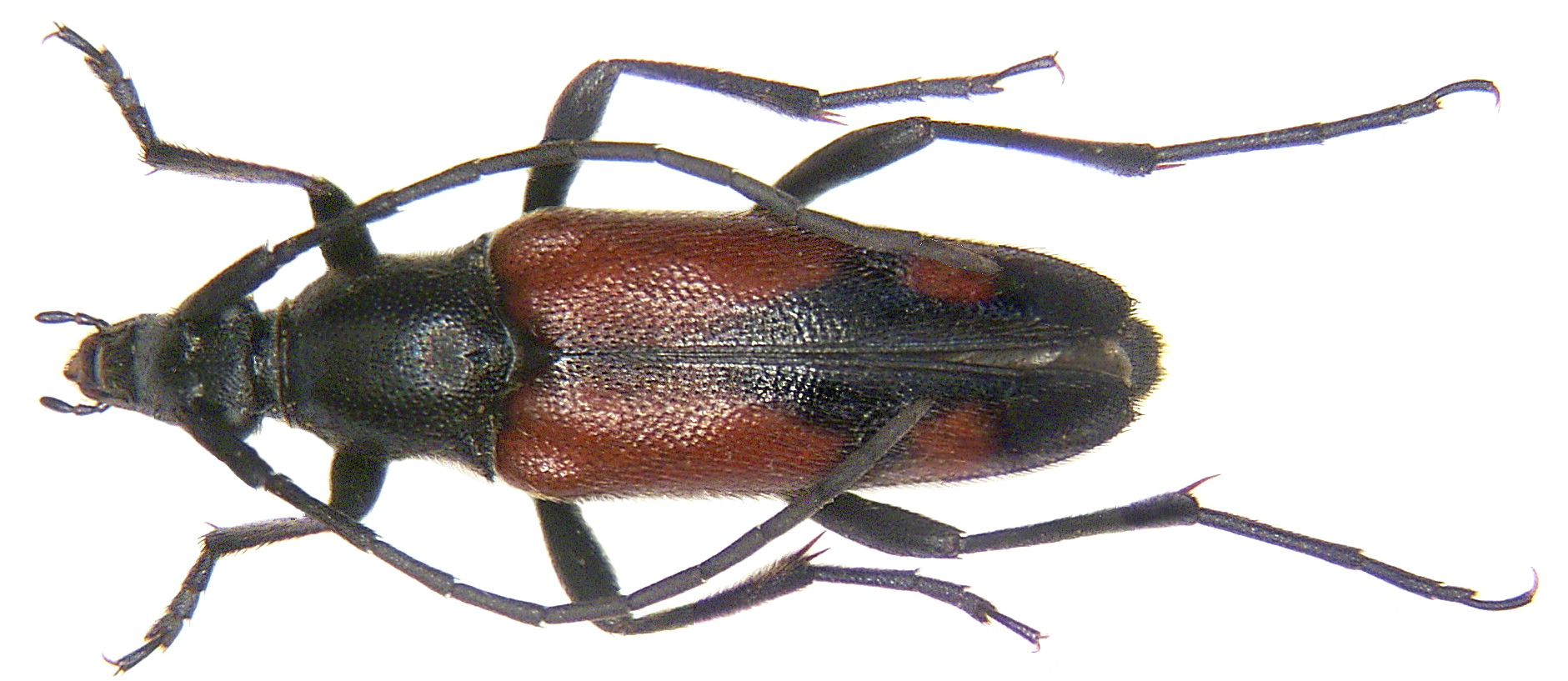